# Trou-Bonbon
Trou-Bonbon, o semplicemente Bonbon, in creolo haitiano Bonbon, è un comune di Haiti facente parte dell'arrondissement di Jérémie nel dipartimento di Grand'Anse.